# Antoni Amilkar Kosiński

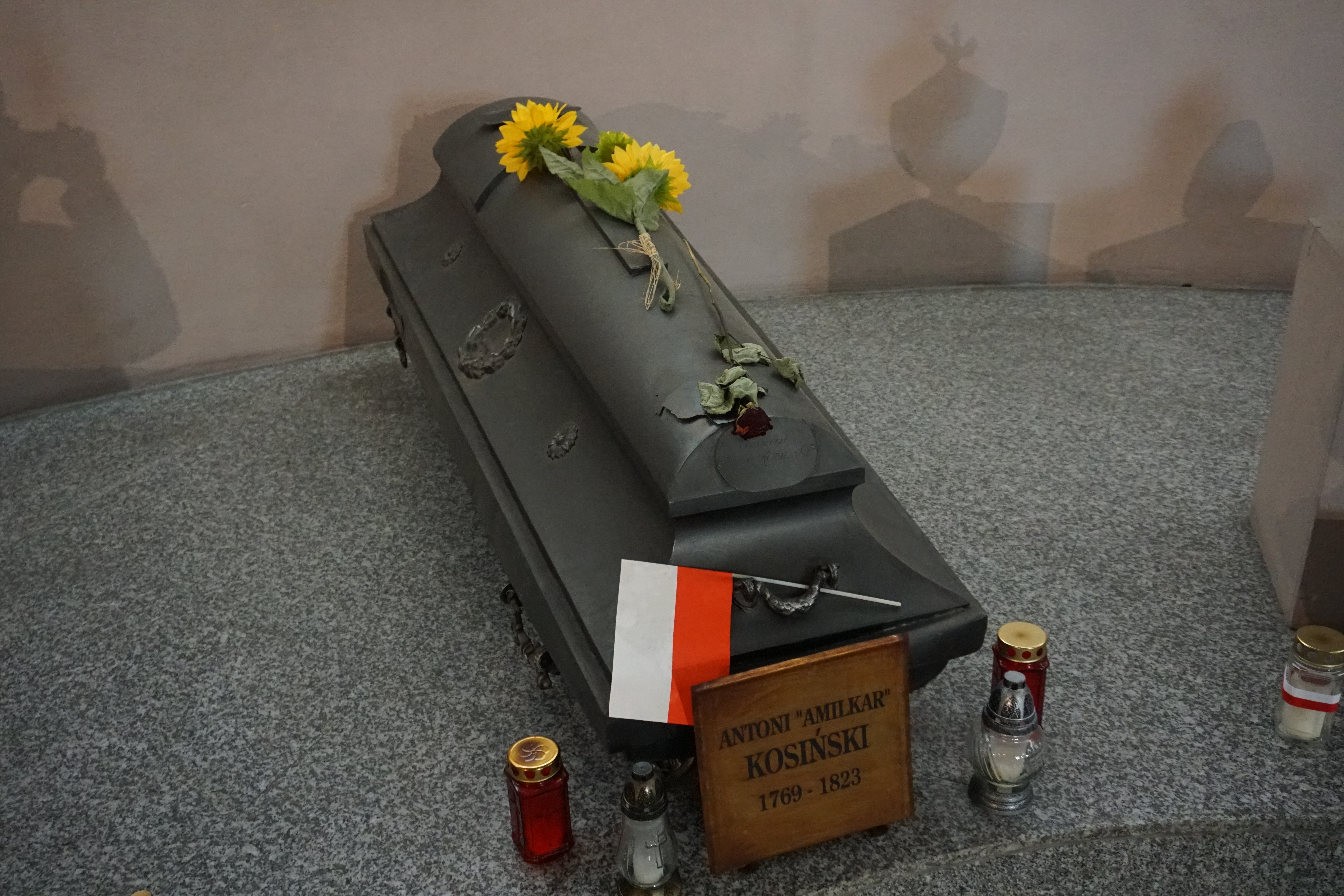
Trumna z prochami generała A. Kosińskiego w krypcie Zasłużonych Wielkopolan

Antoni Amilkar Kosiński herbu Rawicz (ur. 16 grudnia 1769 na Podlasiu, zm. 10 marca 1823 w Targowej Górce) – generał polski, uczestnik insurekcji kościuszkowskiej i wojen napoleońskich, współtwórca Legionów Polskich we Włoszech.

## Życiorys
Urodził się 16 grudnia 1769 r., w ziemi drohickiej. Był synem Józefa i Reginy z domu Korsak. Pochodził z rodziny szlacheckiej, pieczętującej się herbem Rawicz. W młodości wstąpił do zakonu pijarów, opuścił zakon w 1790 r. i poświęcił się karierze wojskowej. Od 1792 roku służył w wojsku. Po II rozbiorze uczestniczył w spisku przygotowującym powstanie na terenach Ukrainy, ale będąc ścigany uciekł do Tadeusza Kościuszki. Podczas insurekcji kościuszkowskiej walczył w randze kapitana (otrzymał w lipcu 1794) w obronie Warszawy, gdzie został ranny. Po upadku insurekcji wyemigrował przez Włochy do Francji. Nie mogąc dostać się w szeregi armii francuskiej wyruszył do Nicei, w celu zdobycia obywatelstwa tego kraju przez pięć miesięcy służył na szebece korsarskiej „Le Pierre”, wtedy też przyjął pseudonim „Amilkar”. Gdy zdobył obywatelstwo Francji mógł zaciągnąć się do wojska francuskiego. Odbył kampanie włoskie w 1795 i 1796 r.
Wsparł gen. Dąbrowskiego w tworzeniu Legionów Polskich (od 1797 był dowódcą batalionu) obiecując mu poparcie w mediolańskich klubach patriotycznych, a niedługo później pozyskując Gazzariego, sekretarza generalnego, Visscontiego (członka tymczasowego rządu lombardzkiego) oraz oficerów sztabu francuskiego. 4 stycznia 1797 r. Bonaparte zgodził się na propozycje utworzenia Legionów Polskich przy boku Republiki Lombardzkiej.
W tym czasie Kosiński zyskał przydomek „pierwszego legionisty”. W 1798 r. został awansowany na pułkownika. Po kapitulacji Mantui w 1799 r. dostał się do niewoli austriackiej, został uwolniony w 1800 r. Pełnił od 1802 funkcję szefa sztabu w Generalnym Inspektoracie w Mediolanie.
Dowiedziawszy się o wysłaniu Legionów Polskich na San Domingo, zbuntował się przeciwko Napoleonowi i złożył za pośrednictwem księcia Adama Czartoryskiego propozycję służby carowi Aleksandrowi I, co jednak nie doszło do skutku. Straciwszy nadzieję, że dalsza służba legionów pomoże sprawie polskiej w 1803 r. podał się do dymisji w stopniu generała brygady i powrócił do kraju. Przebywał w Warszawie i na Litwie.
W 1806 r. powrócił do służby u boku Dąbrowskiego, organizował departamenty bydgoski i kwidzyński. Uczestniczył w wyzwalaniu Torunia, a później dowodził przednią strażą legii Dąbrowskiego w marszu na Pomorze. W 1807 r. na czele pierwszych sformowanych oddziałów wojska polskiego walczył z Prusakami, uczestniczył w ofensywie na Gdańsk i zdobyciu Tczewa. Zastąpił rannego Dąbrowskiego i poprowadził jego dywizje na Gdańsk, brał także udział w oblężeniu miasta. Jeszcze w tym samym roku został odznaczony za kampanię Krzyżem Kawalerskim Orderu Virtuti Militari. W 1808 pominięty przez księcia Józefa Poniatowskiego w awansach złożył dymisję. Rada Stanu Księstwa Warszawskiego powierzyła mu funkcję komisarza w ustalaniu granicy z Prusami. Podczas kampanii w 1809 r. zajmował stanowisko gubernatora Warszawy, następnie dowódcy oddziałów polskich, z którymi brał udział w bitwach pod Szczekocinami i Żarnowcem. Raz jeszcze zażądał dymisji, kiedy powtórnie został pominięty przy awansach. W tym czasie otrzymał w długoletnią dzierżawę dobra starołęckie koło Poznania. Od 1811 r. był generałem dywizji. W 1812 roku przystąpił do Konfederacji Generalnej Królestwa Polskiego. W 1812 roku organizował obronę na linii Bugu przed Rosjanami, a następnie został mianowany komendantem departamentów lubelskiego oraz siedleckiego. W tym samym roku został odznaczony Krzyżem Komandorskim Virtuti Militari, po czym złożył dymisję.
Po tym jak kampania się zakończyła i Księstwo Warszawskie zostało zajęte, dostał propozycję przejścia na służbę pruską i organizowania polskiej obrony krajowej w Wielkim Księstwie Poznańskim. Propozycję przyjął, jednak gdy przekonał się o dwulicowości poczynań pruskich, natychmiast złożył dymisję. Zmarł w 1823 r. w Targowej Górce.
W niedzielę 14 października 1923 roku prochy generała Kosińskiego oraz generała Józefa Wybickiego i pułkownika Andrzeja Niegolewskiego zostały uroczyście złożone w krypcie Zasłużonych Wielkopolan w kościele św. Wojciecha.
Kosiński był od 1807 r. członkiem i jednym z zarządców loży Français et Polonais Réunis (Bracia Francuzi i Polacy Zjednoczeni), oraz od 1810 r. członkiem założycielem loży św. Jana w Poznaniu. Działał na rzecz rozwoju polskiej gospodarki w Wielkopolsce. Zostawił pamiętnik o legionach włoskich oraz bogaty zbiór korespondencji i zapisków, wydany przez syna pt. Amilkar Kosiński we Włoszech.